# Johann Ulrich Meyer
Johann Ulrich Meyer (* 21. Juli  1825 in Wald; † 4. Februar 1868 in Wien; heimatberechtigt in Trogen) war ein Schweizer Arzt, Kantonsrat und Nationalrat aus dem Kanton Appenzell Ausserrhoden.

## Leben
Johann Ulrich Meyer war ein Sohn von Mattias Meyer, Gemeindeschreiber, und Anna Barbara Frischknecht. Er war ein Neffe von Johannes Meyer. Im Jahr 1852 heiratete er Anna Barbara Tanner, Tochter von Johannes Tanner, Messerschmied.
Er besuchte die Kantonsschule Trogen und hatte Privatunterricht bei Pfarrer Knaus in Speicher. Von 1844 bis 1846 absolvierte er das Obergymnasium in Stuttgart. Ab 1846 bis 1850 studierte er Medizin an der Universität Heidelberg und erwarb den Doktor in Medizin. Er praktizierte als Arzt in Trogen.
Von 1850 bis 1866 amtierte er als kantonaler Verhörrichter. Von 1864 bis 1866 sass er im Ausserrhoder Grossrat. In den Jahren 1866 bis 1867 war er Oberrichter. Von 1867 bis 1868 versah er das Amt des Landesstatthalters, und von 1866 bis 1868 sass er im Nationalrat als Vertreter der freisinnigen Richtung. Ab 1851 bis 1865 war er Mitglied der kantonalen Sanitätskommission. Diese präsidierte er von 1867 bis 1868. Von 1859 bis 1867 sowie ab 1864 bis 1867 war er Mitglied der Kantonsschul- und Landesschulkommission.
Meyer hatte massgeblichen Einfluss auf die Ausserrhoder Gesundheitspolitik. Die neue Sanitätsordnung von 1867 war vornehmlich sein Werk. Während eines Aufenthalts in Wien, wo er zur Weiterbildung und Behandlung eines Gehörleidens weilte, beging Meyer in einer durch eine Gehirnhautentzündung hervorgerufenen Geistesverwirrung Selbstmord.